# Попелюх Валентина Василівна
Валентина Василівна Попелюх (народ. 19 червня 1938, Черкаси, Українська РСР — 25 березня 2022, Київ, Україна) — вдова українського дисидента та письменника Василя Стуса та мати Дмитра Стуса.

## Біографія
Валентина Попелюх народилась 19 червня 1938 року в Черкасах. Батько — Василь Карпович мав церковно-приходську освіту, був добрим і мудрим чоловіком, майстром на всі руки.
Мати — Ольга Григорівна, любила театр, молодою пробувала свої сили в робітничо-селянському театрі Черкас. Пізніше родину спіткала німецько-російська війна під час якої їм довелось евакуюватися до Уфи.
Через кілька років, Валентина пішла працювати в конструкторське бюро Київського механічного заводу імені О.К. Антонова, де пропрацювала більше 50 років. Конструювала літаки, училася на заочному. Жила у Святошині.  Через деякий час познайомилась з майбутнім чоловіком Василем Стусом. Вони зустрічалися майже рік: ходили на спортивний майданчик, грали у бадмінтон. Він читав їй вірші Бориса Пастернака та Райнера Рільке.
Валентина Попелюх і Василь Стус одружилися в 1965 році. У 1966-му в них народився син Дмитро – майбутній письменник, літературознавець, директор Національного музею Тараса Шевченка у Києві.
В одному інтерв’ю якось розповіла про те, якою була її перша зустріч з майбутнім чоловіком:
Пам’ятаю, їхала в метро. Раптом хтось — раз! — опустив руку на моє плече — і побіг далі по ескалатору. Думаю: ще чого? Ну, біжи, біжи.
Зійшла вниз, вийшла на перон, уже забула про це. Підходжу до електрички — ходить з книжечкою, читає. Ну, думаю, добре, хай читає. Пішла наперед у вагон, їду собі. Жила тоді в Святошині. Іду до хвірточки. Озираюся стоїть, усміхається. Так і познайомилися. Жив поруч, в Академмістечку, у гуртожитку. Приїхав навчатися в аспірантурі.
Раніше не зустрічались…— Чи замислювалися, обговорювали цю зустріч? Чому саме за Вами він тоді пішов? — Про це я думала вже тепер. Мабуть, на це була Божа воля»
У житті Валентина залишалася скромною, не публічною особою, як Леоніда Світлична, дружина Івана Світличного; як чоловік Алли Горської – Віктор Зарецький.
Після виступу Івана Дзюби на прем’єрі фільму Параджанова «Тіні забутих предків» у кінотеатрі «Україна», Василь Стус підтримав його. За цим послідувало виключення з аспірантури й поет був на тимчасових роботах.
12 січня 1972 року — стався і його перший арешт, звинувачення у «антирадянській агітації й пропаганді», засудження Стуса до 5 років позбавлення волі та 3 років заслання. У травні 1980 був знову заарештований, визнаний особливо небезпечним рецидивістом і у вересні засуджений на 10 років примусових робіт і 5 років заслання.
Український письменник і представник українського культурного руху шістдесятників помер під час другого терміну в таборах у ніч із 3 на 4 вересня 1985 року в карцері. 19 листопада 1989 року тіло Василя Стуса перепоховали на Байковому цвинтарі. Валентина Попелюх стала вдовою у 1985 році й пережила чоловіка майже на 37 років. Стала однією з авторів книги Василь Стус: Поет і громадянин. Книга спогадів та роздумів.

### Смерть
Валентини Попелюх не стало під час російсько-української війни 2022 р під час боїв за Київ, про це повідомила невістка Тетяна Стус. Її поховали під Києвом у селі Дмитрівка 26 березня під завивання мін, гарчання танків та бмп.

## Особисте життя
Чоловік — Василь Семенович Стус, український поет, дисидент та в'язень радянських концтаборів.
Валентина Попелюх працювала інженером на авіабудівельному заводі Антонова.
Син Дмитро – письменник, літературознавець, директор Національного музею Тараса Шевченка у Києві. Разом із сином Дмитром вона була відповідальною за передачу більшості рукописів свого чоловіка до Інституту літератури ім. Шевченка після здобуття незалежності України у 1991 році.
Невістка — Тетяна Стус (Щербаченко), літературний критик, дитяча письменниця, арт-менеджерка.